# 224 (szám)
A 224 (kétszázhuszonnégy) a 223 és 225 között található természetes szám.